# Historia Marii Medycejskiej (cykl obrazów)

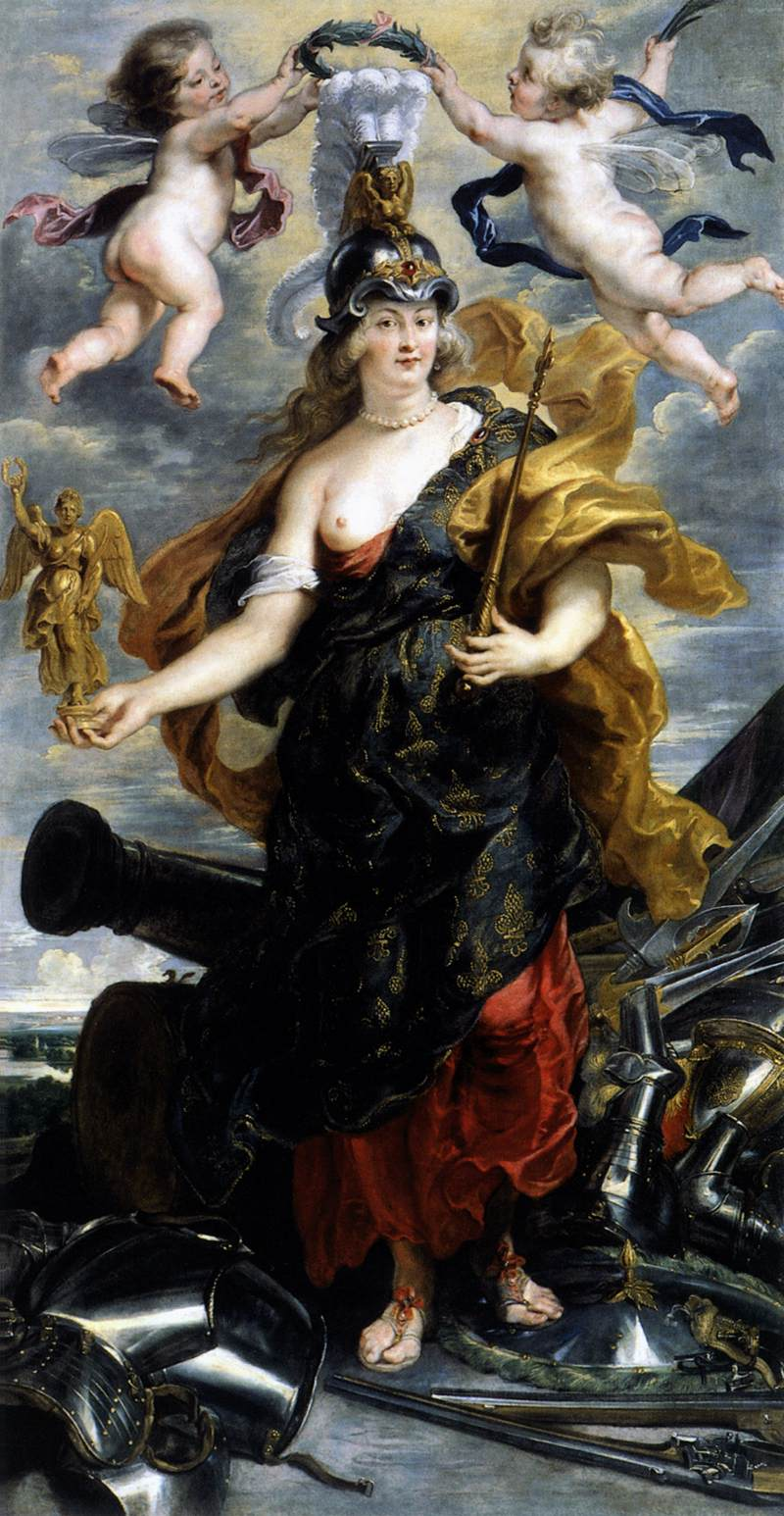
Portret Marii Medycejskiej

Historia Marii Medycejskiej – cykl obrazów autorstwa flamandzkiego malarza Petera Paula Rubensa.

## Historia powstania cyklu
Obrazy zostały zamówione w 1622 roku przez królową Francji Marię Medycejską do Pałacu Luksemburskiego w Paryżu. Rubens przyjął zamówienie i 26 lutego 1622 roku podpisał umowę na ozdobienie dwóch galerii obrazami pokazującymi sceny z życia Marii Medycejskiej i Henryka IV. W kontrakcie precyzyjnie określono tematykę pierwszych 19 obrazów a tematykę pięciu pozostałych ustalono drogą listowną 26 sierpnia 1622 roku. Tematyka cyklu została opracowana przez królową oraz jej nadwornych doradców, Armanda Richelieu (ówczesnego biskupa Lucon) i Cauda Maugis (skarbnika królewskiego). W pracach uczestniczył również uczony i kolekcjoner francuski Nicolas-Claude Fabri de Peiresc.
Rubens pracował nad dziełami przez trzy kolejne lata. W tym czasie namalował 24 obrazy przedstawiające życie Marii Medycejskiej. Pierwsze dziesięć zostały ukończone w maju 1623 roku a następne w lutym 1625 roku. W międzyczasie tematyka ulegała zmianom lub niewielkim korektom. W jednym przypadku obraz już ukończonych – Ucieczka królowej z Francji nie został zaakceptowany i zastąpiony nowym Szczęśliwymi rządami Marii Medici. Obrazy umieszczono w galerii w przeddzień zaślubin księżniczki Henrietty Marii z późniejszym królem Karolem I (8–11 maja).
W tworzeniu obrazów i ich interpretowaniu Rubens otrzymał pełną swobodę. Uważa się, iż jego pomysłem są sceny przedstawione na obrazach Przeznaczenie Marii Medycejskiej i Triumf Prawdy a także w  Pojednanie matki z synem.
Cykl obrazów z życia Henryka IV nigdy nie powstał. Te które zostały ukończone pierwotnie ozdabiały Galerię Medycejską Pałacu Luksemburskiego. W 1799 roku, po przekazaniu gmachu na siedzibę senatu, została zbudowana przez Jeana Prancoisa Chalgrina reprezentacyjna klatka schodowa, gdzie zawisły dzieła. W 1802 roku wszystkie obrazy Rubensa zostały przeniesione do Luwru i obecnie są eksponowane w osobnej sali (zgodnie z pierwotną kolejnością, z jaką prezentowane były w Pałacu Luksemburskim).

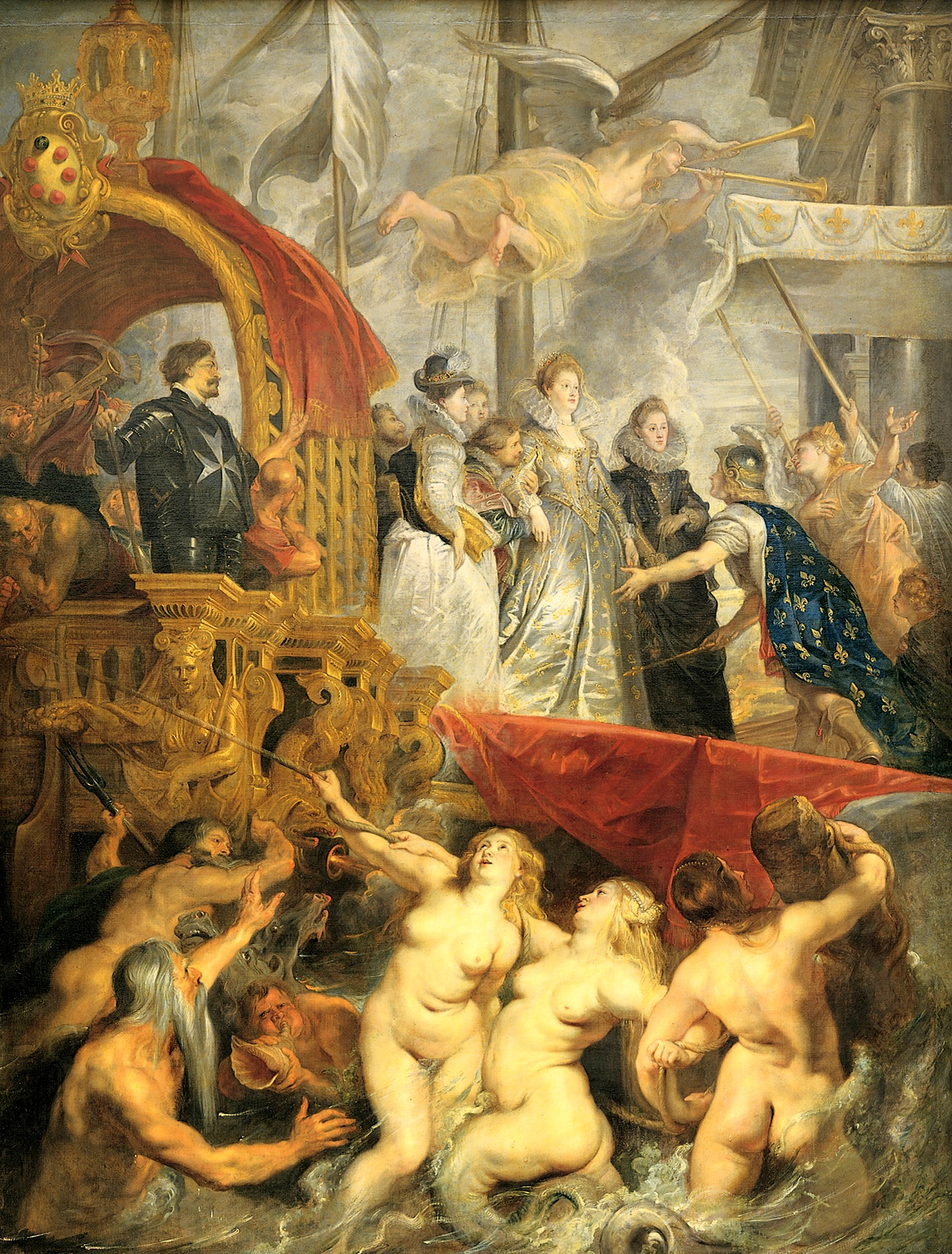
Przyjazd do Marsylii

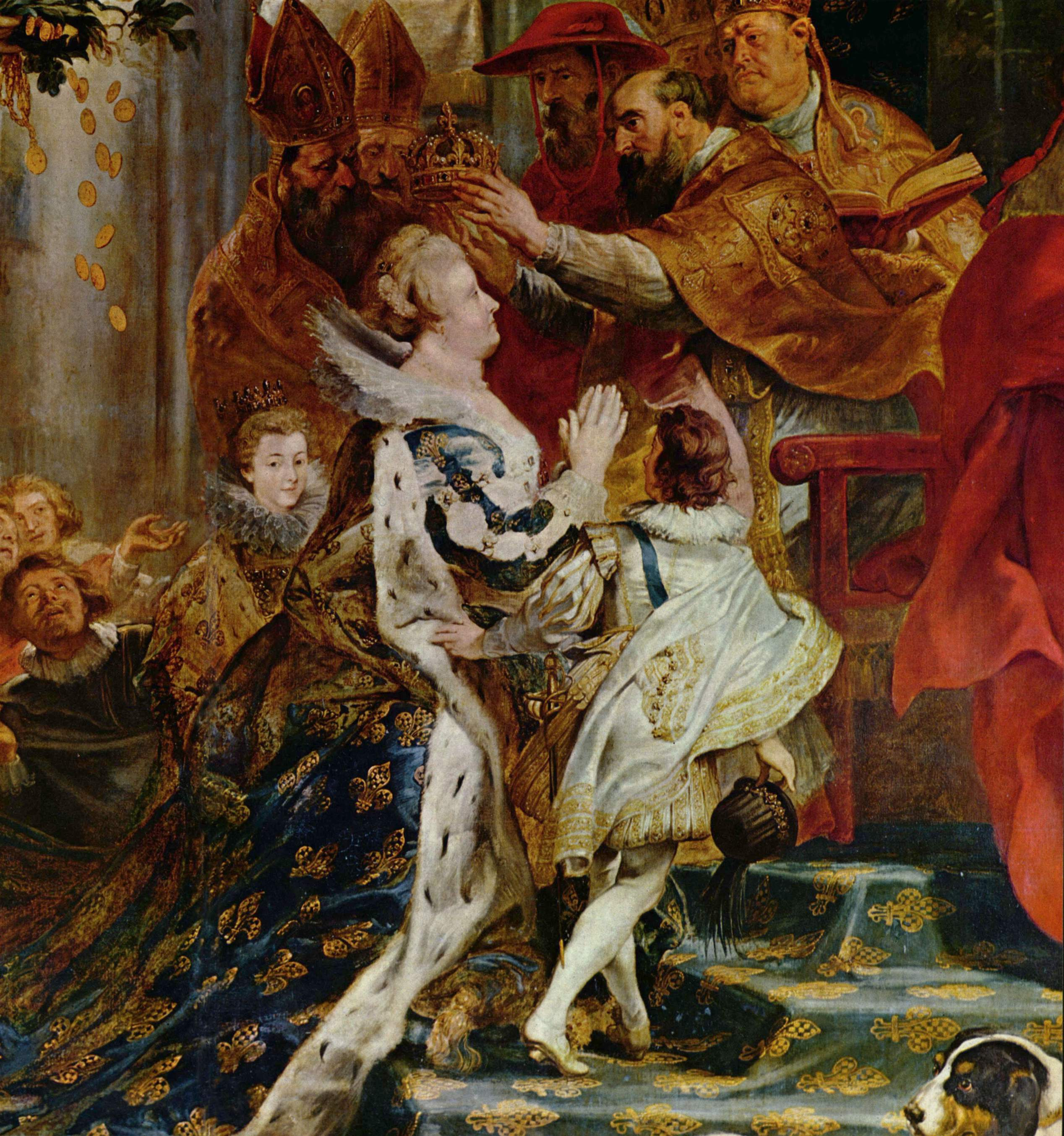
Koronacja Marii Medycejskiej (fragment)

W skład cyklu medycejskiego wchodzi 21 obrazów tematycznych i 3 portrety.
1. Portret Marii Medycejskiej
2. Portret Franciszka I
3. Portret Joanny Austriackiej
4. Przeznaczenie Marii Medycejskiej
5. Narodziny Marii
6. Nauczanie Marii
7. Prezentacja portretu Marii Henrykowi IV
8. Zaślubiny per procura
9. Przyjazd do Marsylii
10. Spotkanie w Lyonie
11. Narodziny Ludwika XIII
12. Objęcie regencji
13. Koronacja
14. Apoteoza Henryka IV
15. Rządy Marii (Rada bogów)
16. Wyjazd do Pont-de-Ce
17. Wymiana księżniczek na granicy hiszpańskiej (Hiszpańskie zaślubiny)
18. Szczęśliwe rządy Marii Medycejskiej
19. Pełnoletniość Ludwika XIII
20. Ucieczka królowej z Francji (Ucieczka z Blois)
21. Pojednanie w Angouleme
22. Podpisanie traktatu pokojowego
23. Pojednanie matki z synem
24. Triumf prawdy

Zanim Rubens wykonał obrazy, sporządzał do każdego szkice lub wykonywał prace przygotowawcze. Do dziś zachowało się pięć szkiców olejnych w galerii Ermitaż w Petersburgu oraz szesnaście w Starej Pinotece w Monachium.

## Cykl medycejski w opracowaniach
Podstawowym źródłem informacji na temat powstania i przebiegu prac nad cyklem obrazów, jest korespondencja Peiresca, pośrednika pomiędzy francuskim dworem królewskim a Rubensem pracującym w Antwerpii. Listy malarza do Peiresca się nie zachowały. Najwcześniejszy opis galerii obrazów pochodzi z 1626 roku a jego autorem był Mathieu de Morgues, spowiednik Marii Medycejskiej i jej doradca. Opis obrazów znajduje się również w poemacie Porticus Medicea z 1626 roku autorstwa Claude Barthelemy Morisot (1592-1661). Na temat poematu wypowiadał się w liście sam Rubens 29 października 1626 roku, krytykując interpretacje obrazów oraz w kolejnej korespondencji pomiędzy malarzem a poetą. Inne najstarsze ślady opisu cyklu medycejskiego znaleźć można w Dialogach Andre Felibiena (XVII wiek) i w książce F. B. Moreau de Mautour z 1970 roku Description de la galerie du palais du Luxembourg 1704.

## Galeria

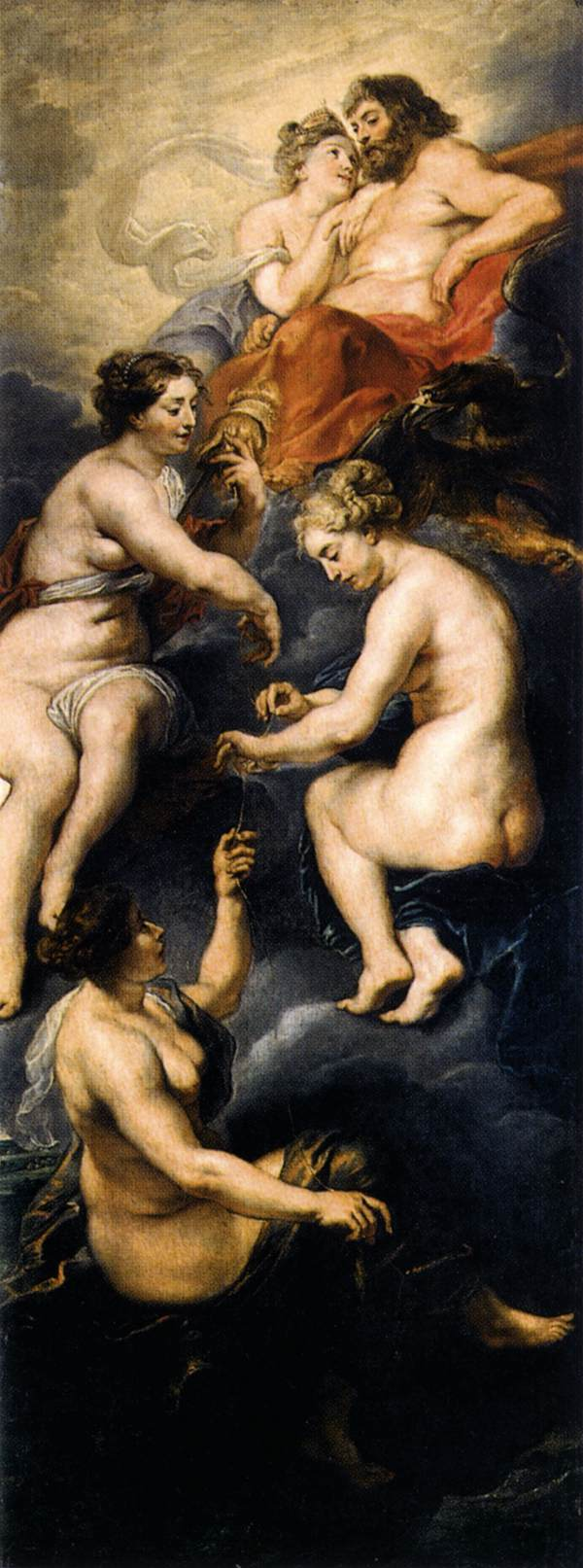
Parki przędzące nić losu Marii
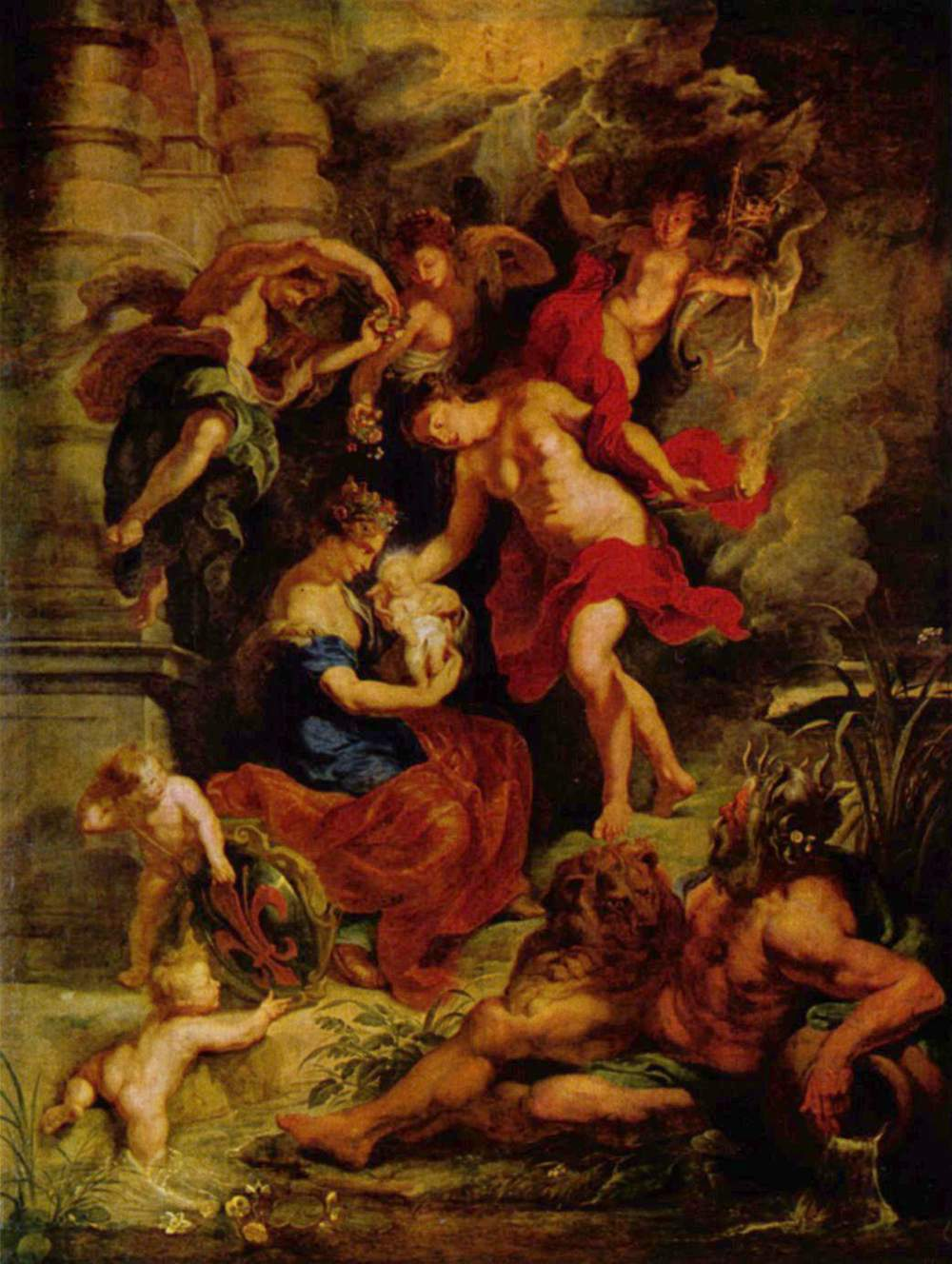
Narodziny księżniczki, Florencja 26 kwietnia 1573
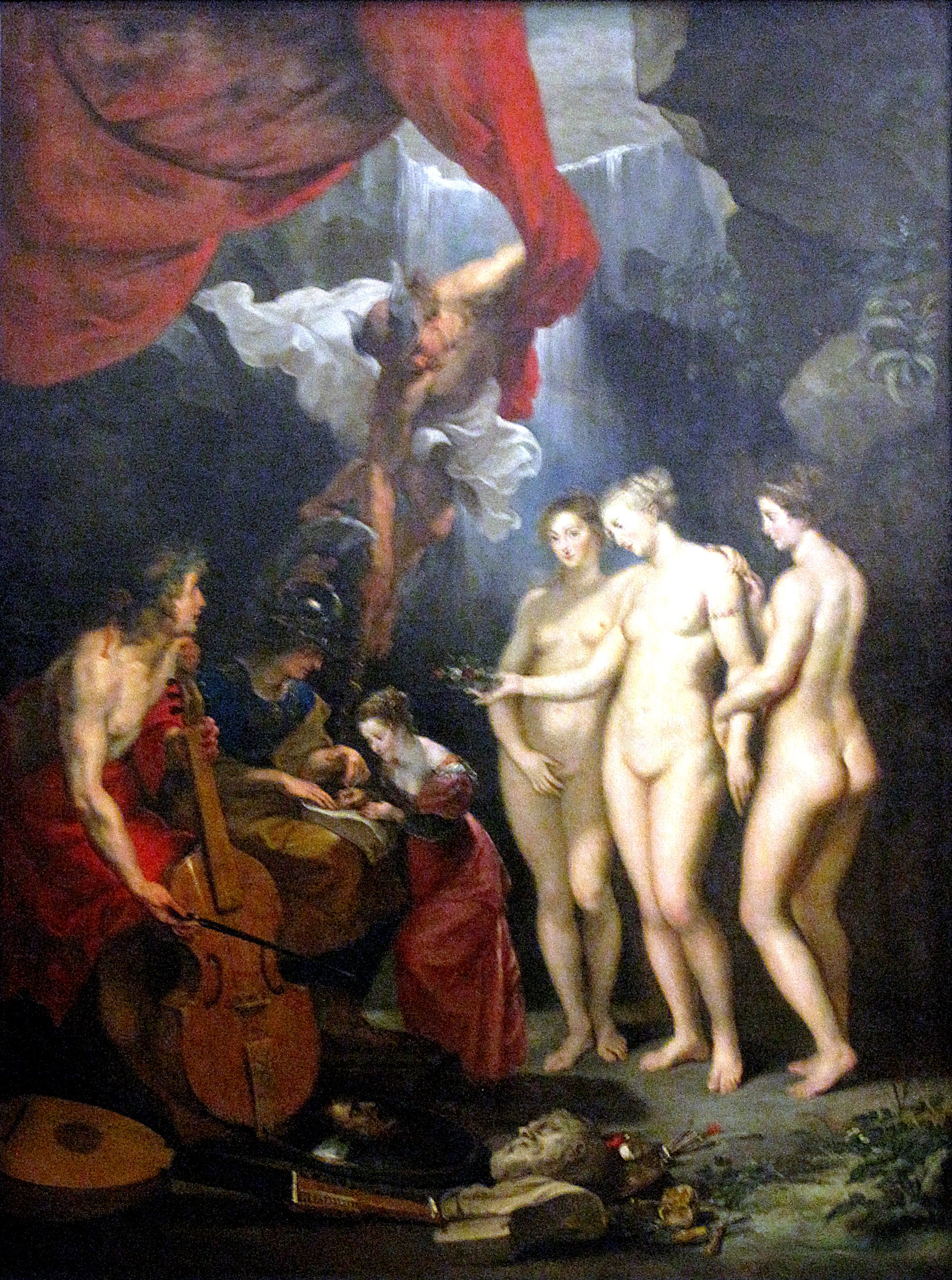
Nauczanie księżniczki
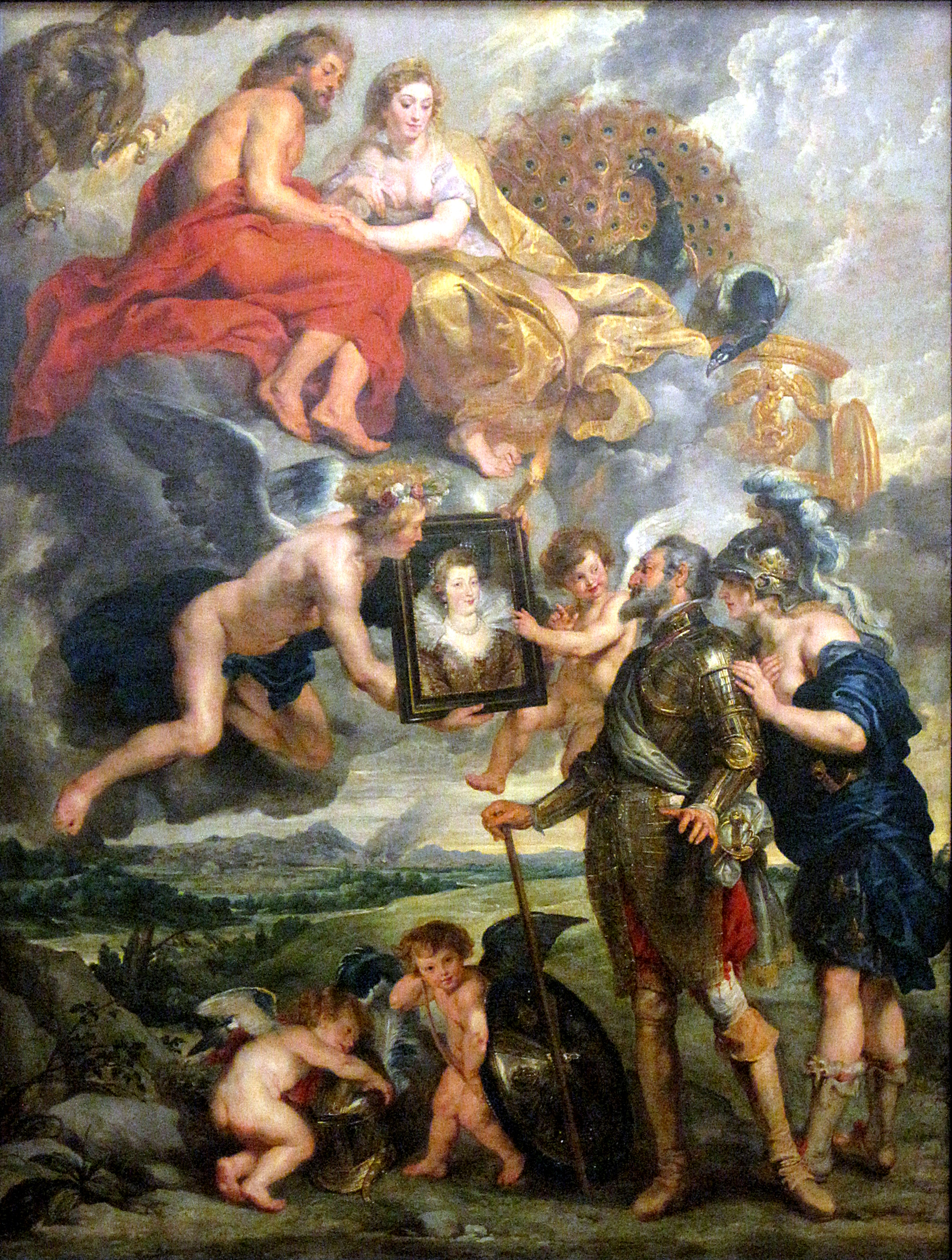
Prezentacja portretu Marii Henrykowi IV
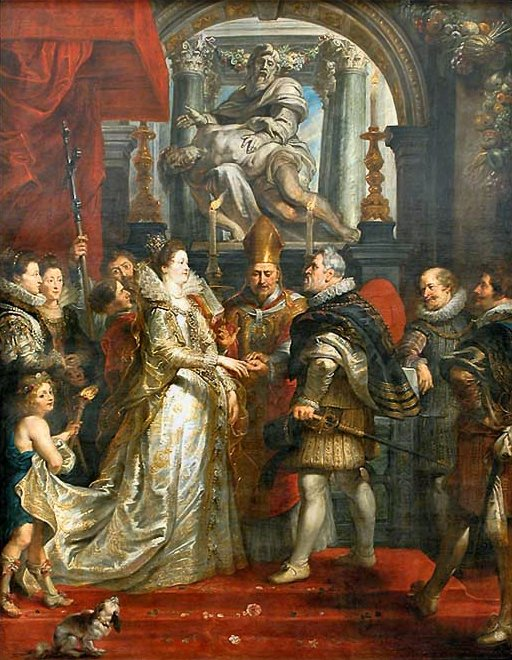
Ślub per procura Marii Medycejskiej z królem Henrykiem IV
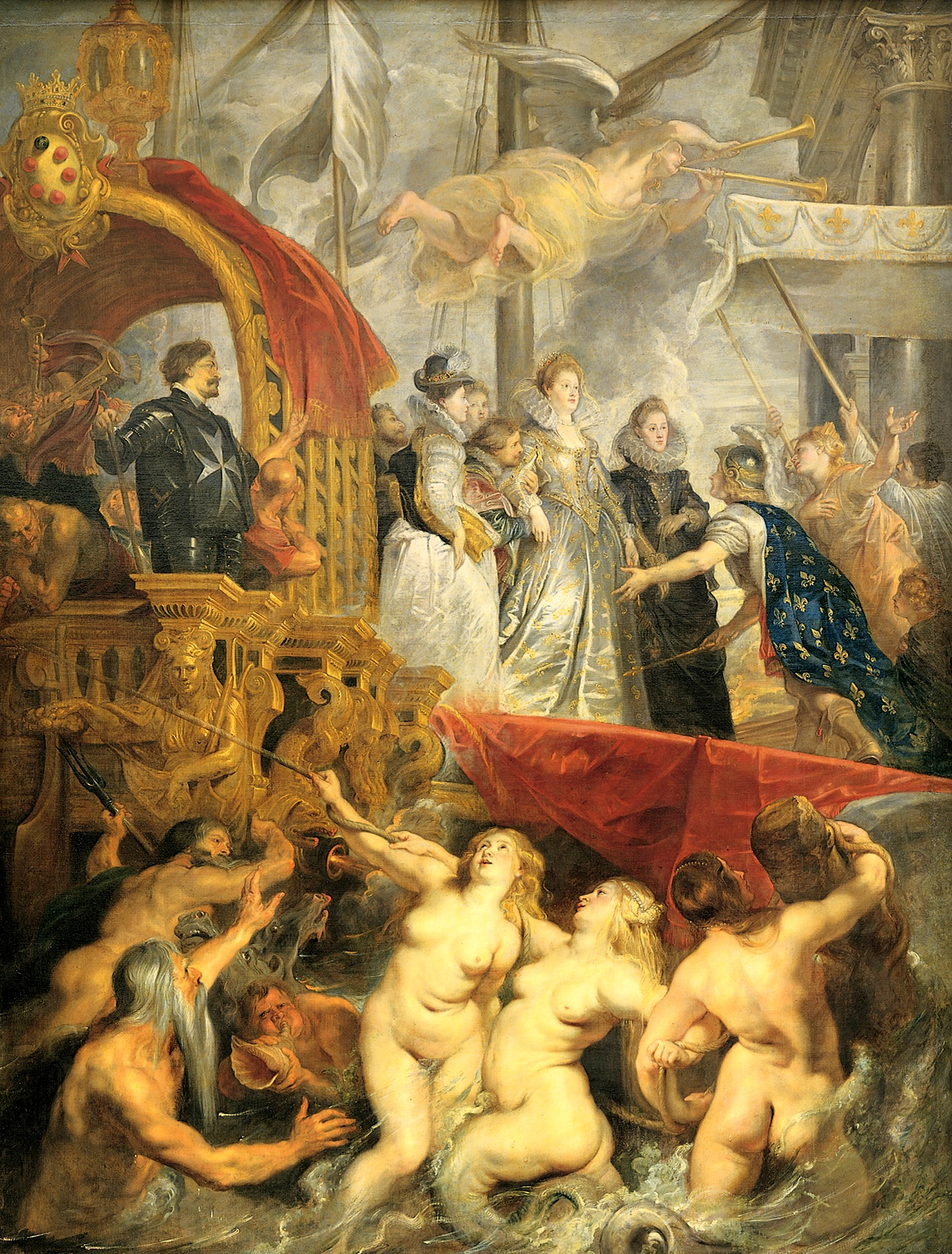
Przyjazd do Marsylii
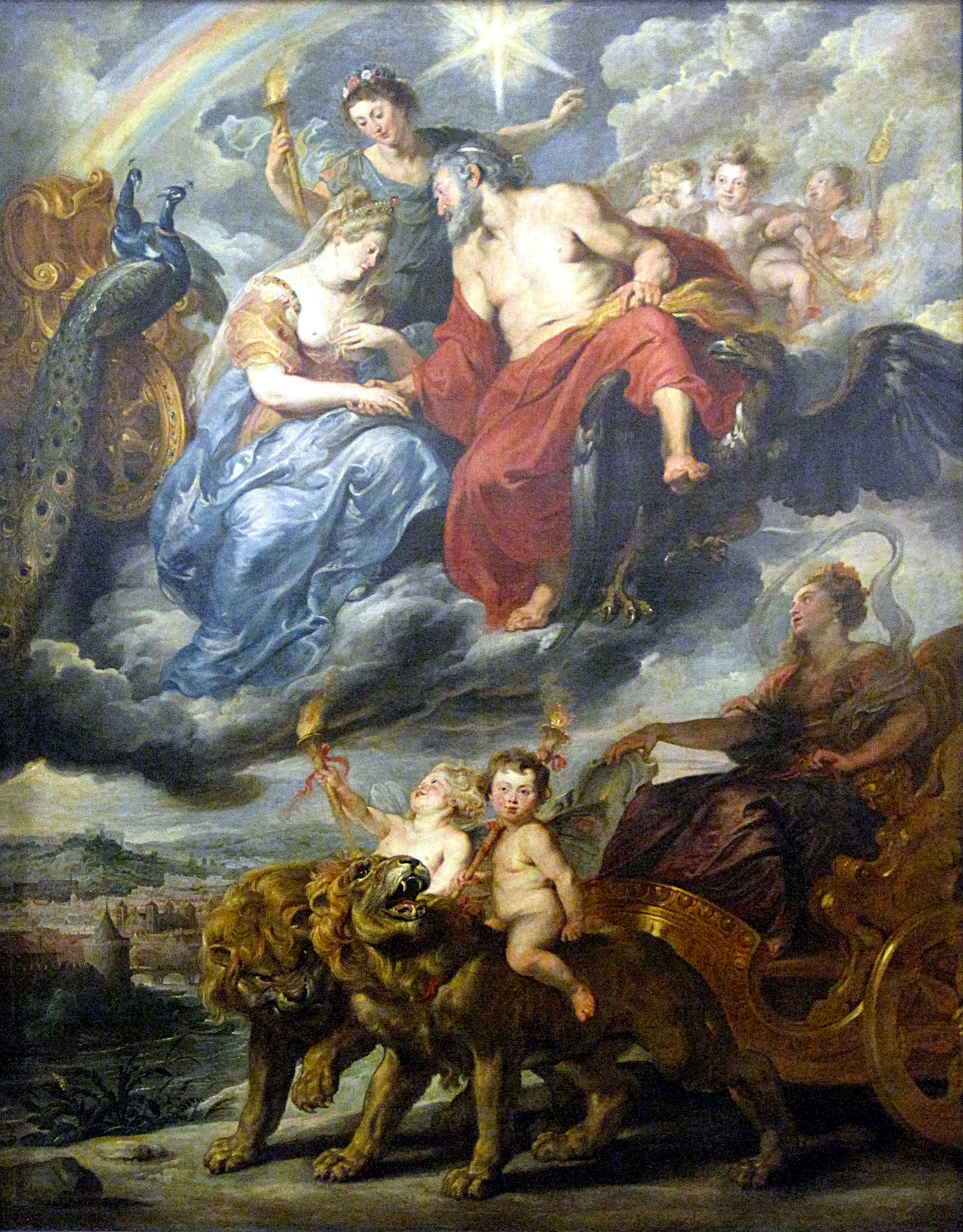
Spotkanie Marii Medycejskiej i Henryka IV w Lyonie
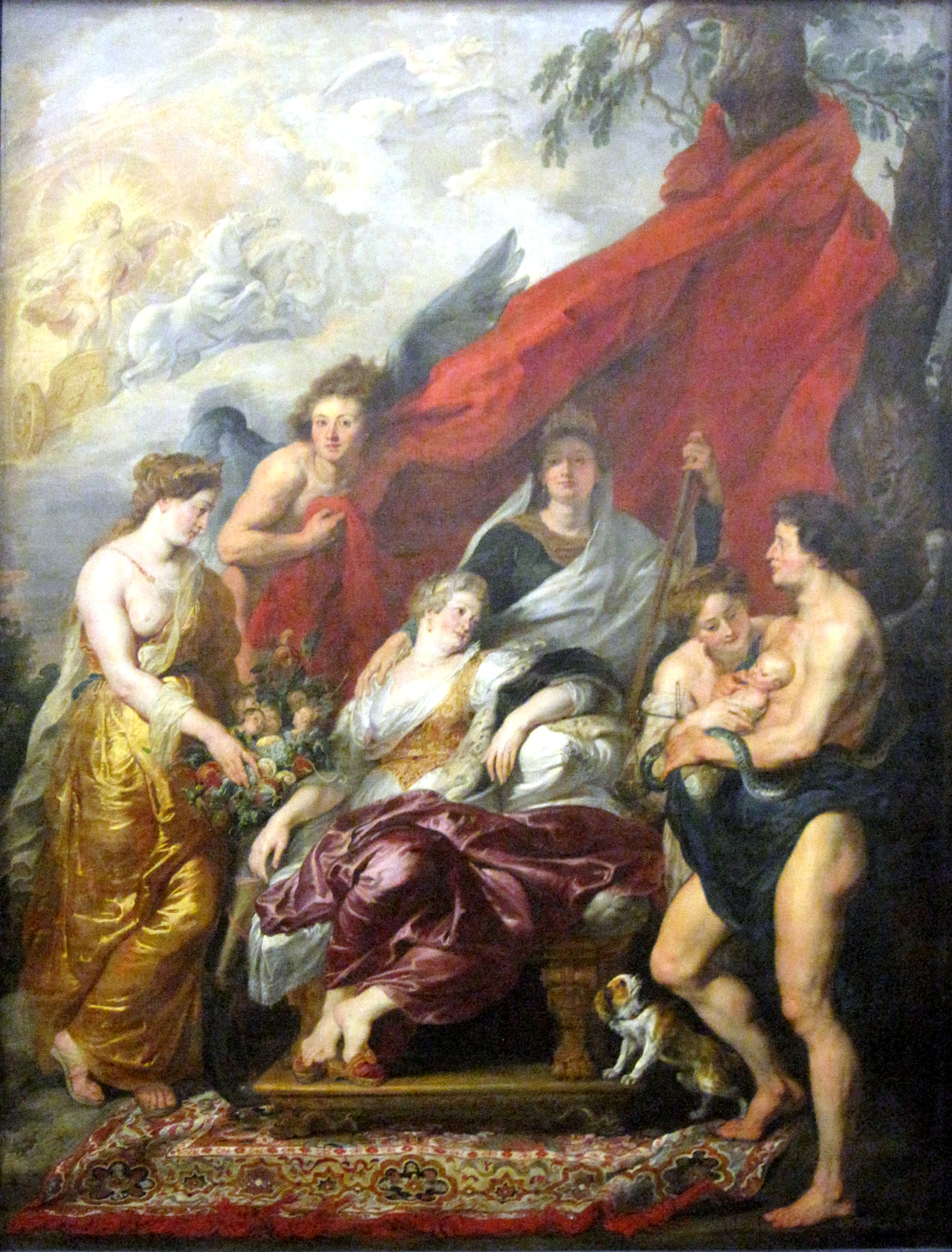
Narodziny delfina w Fountainbleau
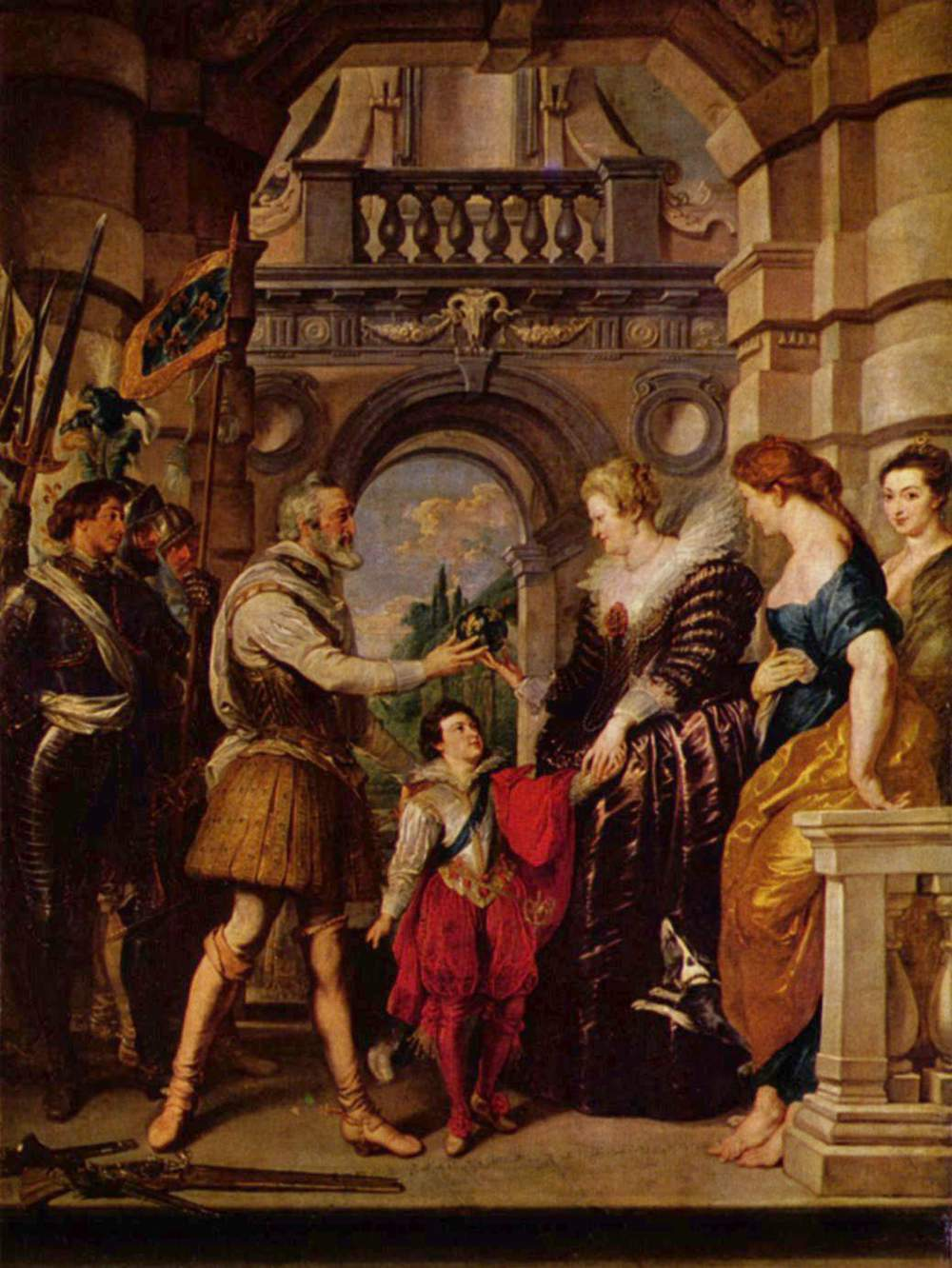
Objęcie regencji
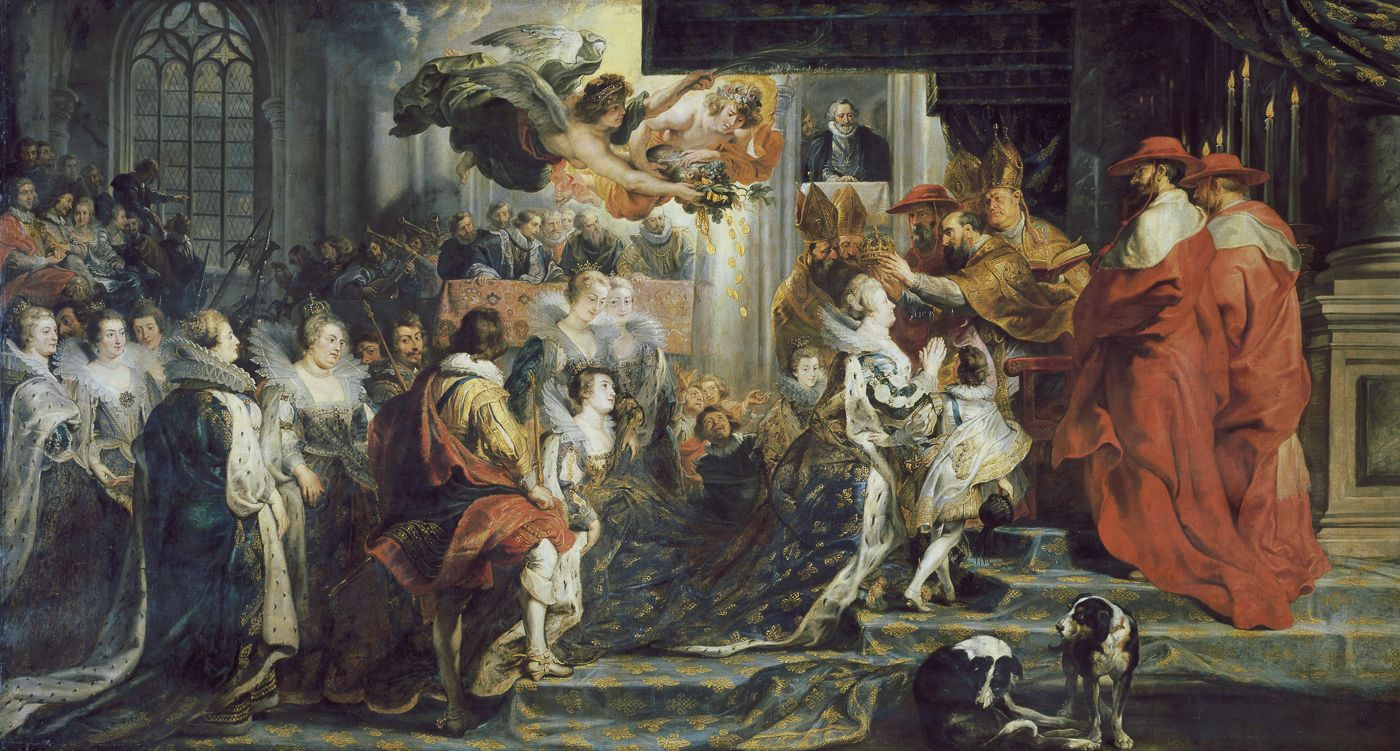
Koronacja w Saint-Denis
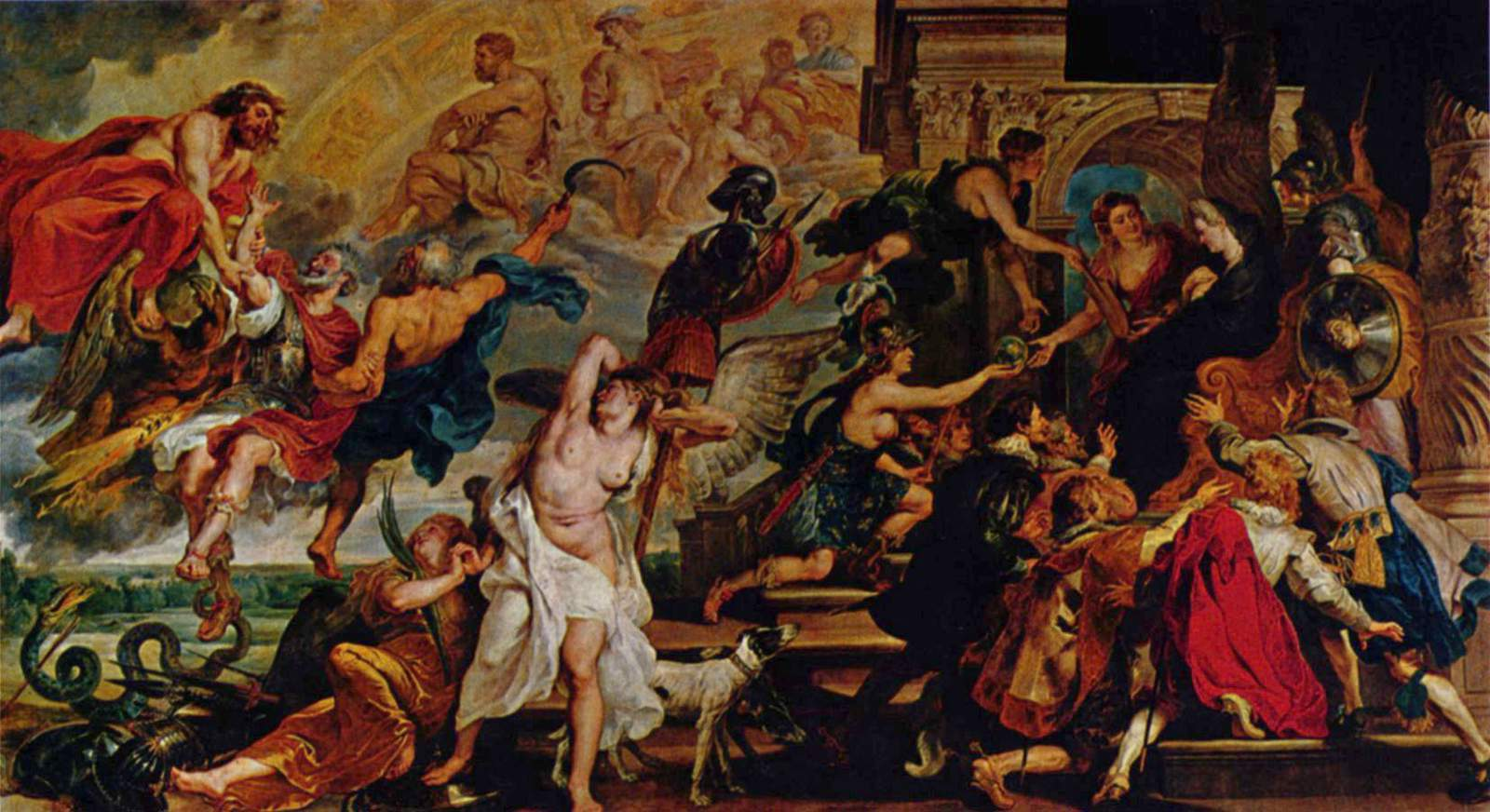
Apoteoza Henryka IV i ogłoszenie regencji
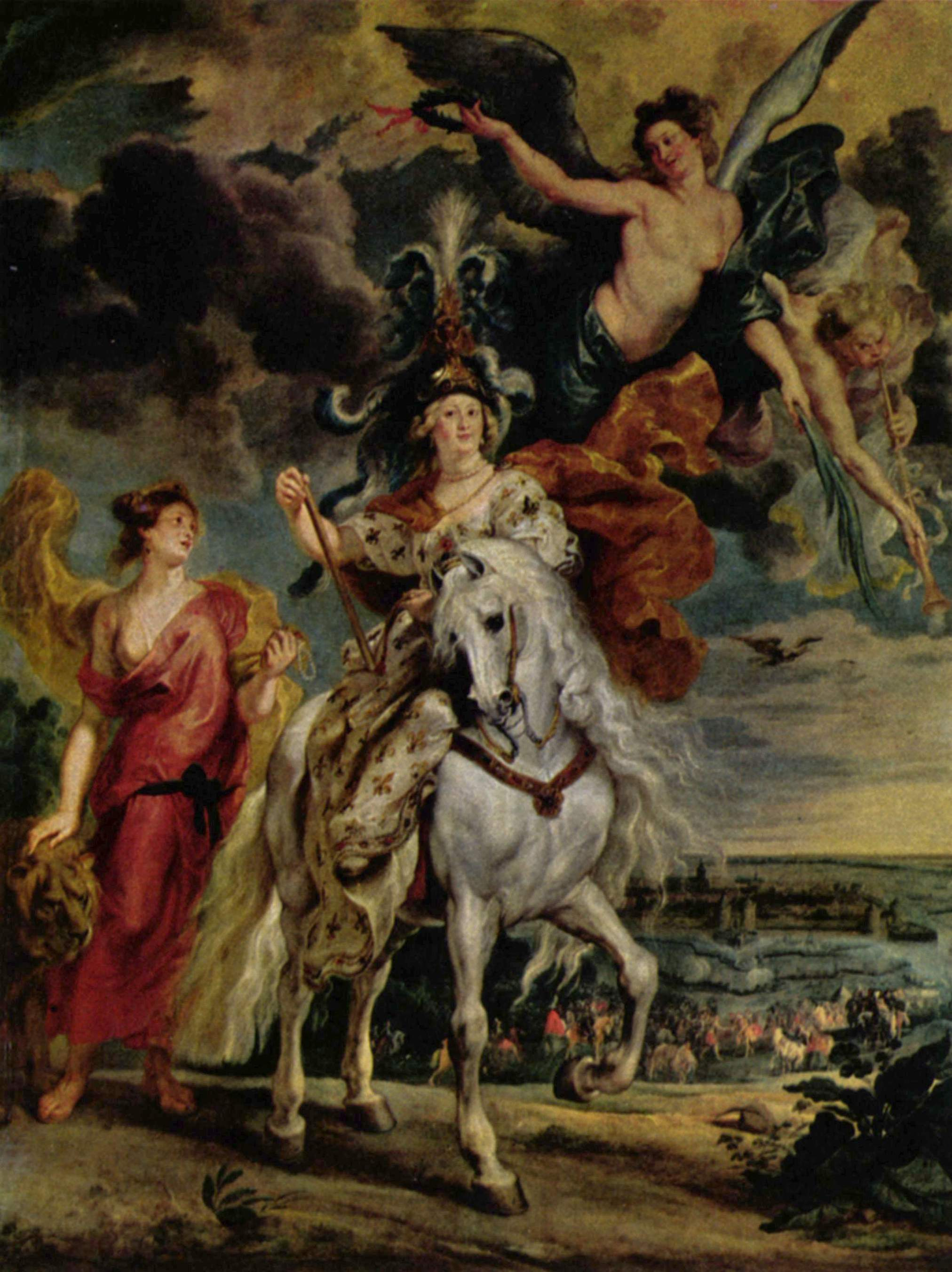
Zwycięstwo pod Jülich
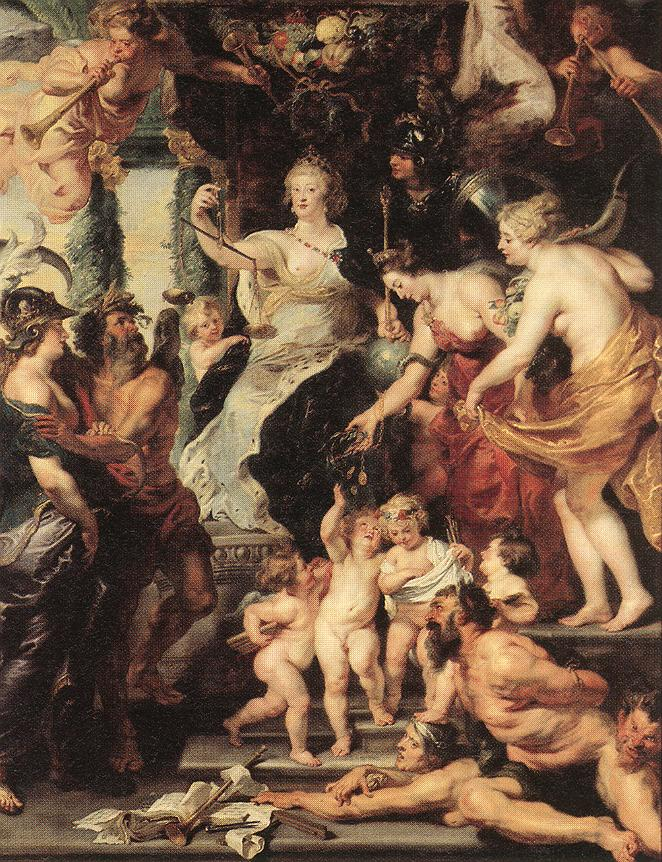
Szczęśliwe rządy Marii Medycejskiej
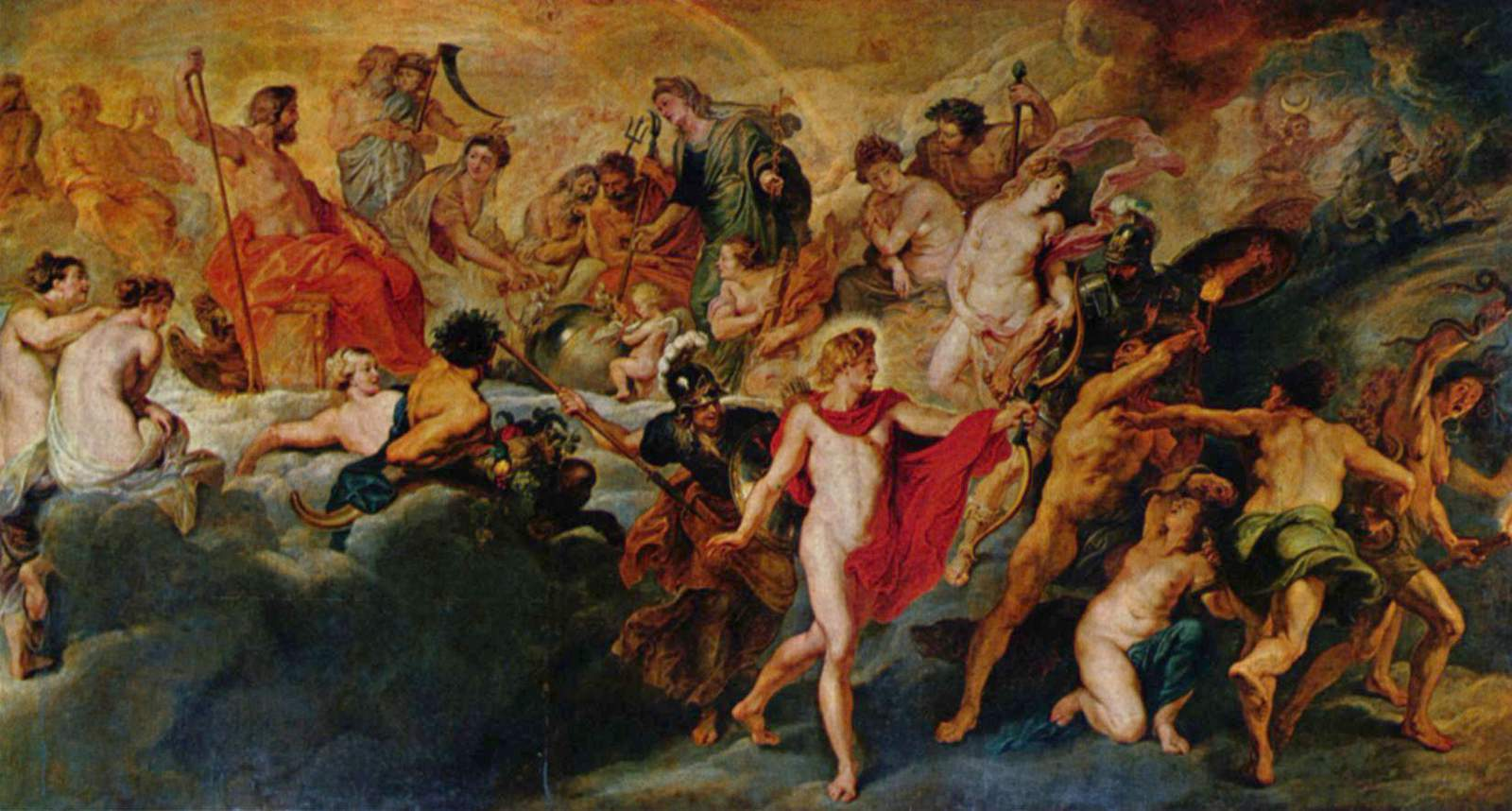
Rada bogów
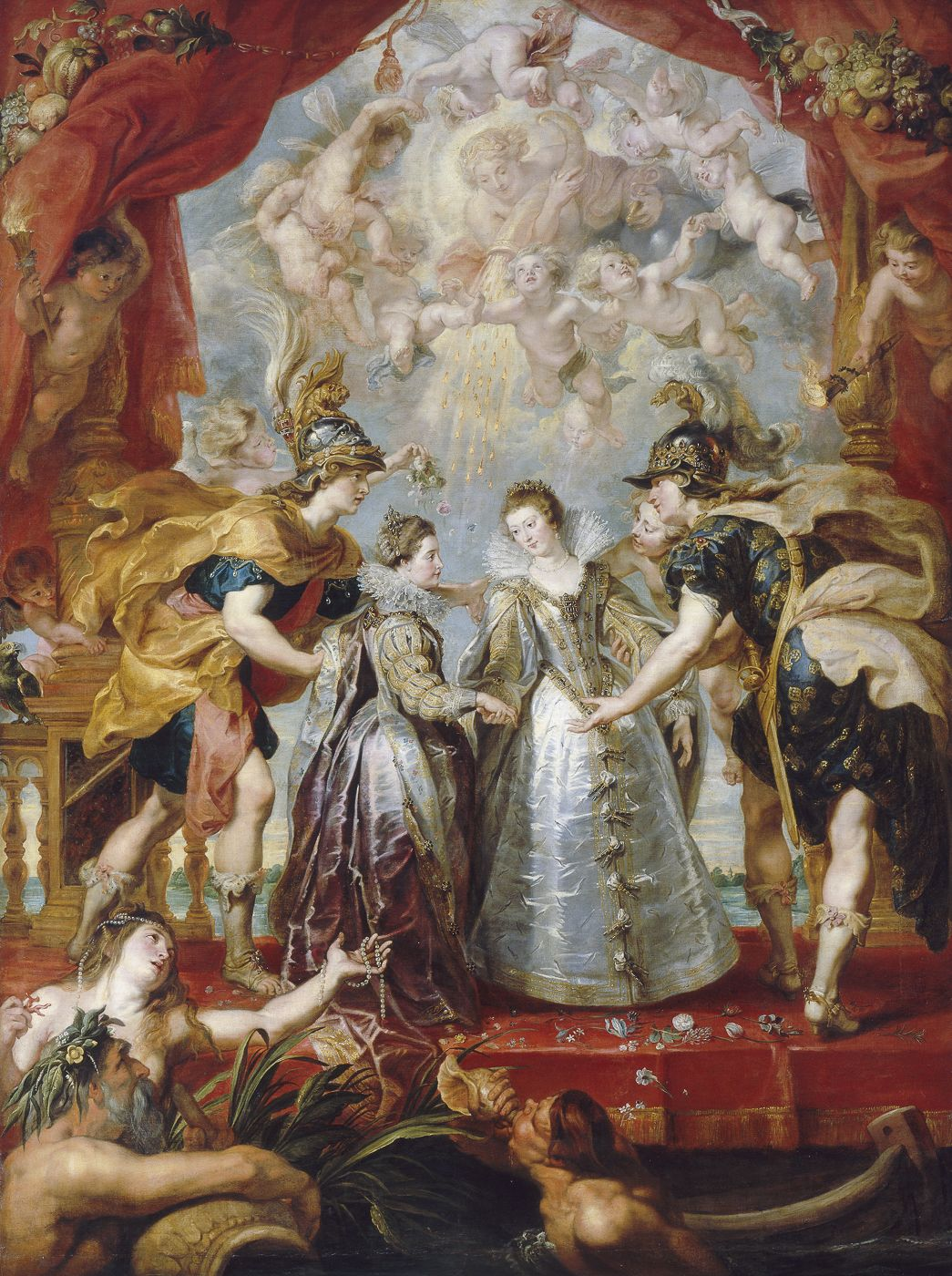
Wymiana księżniczek
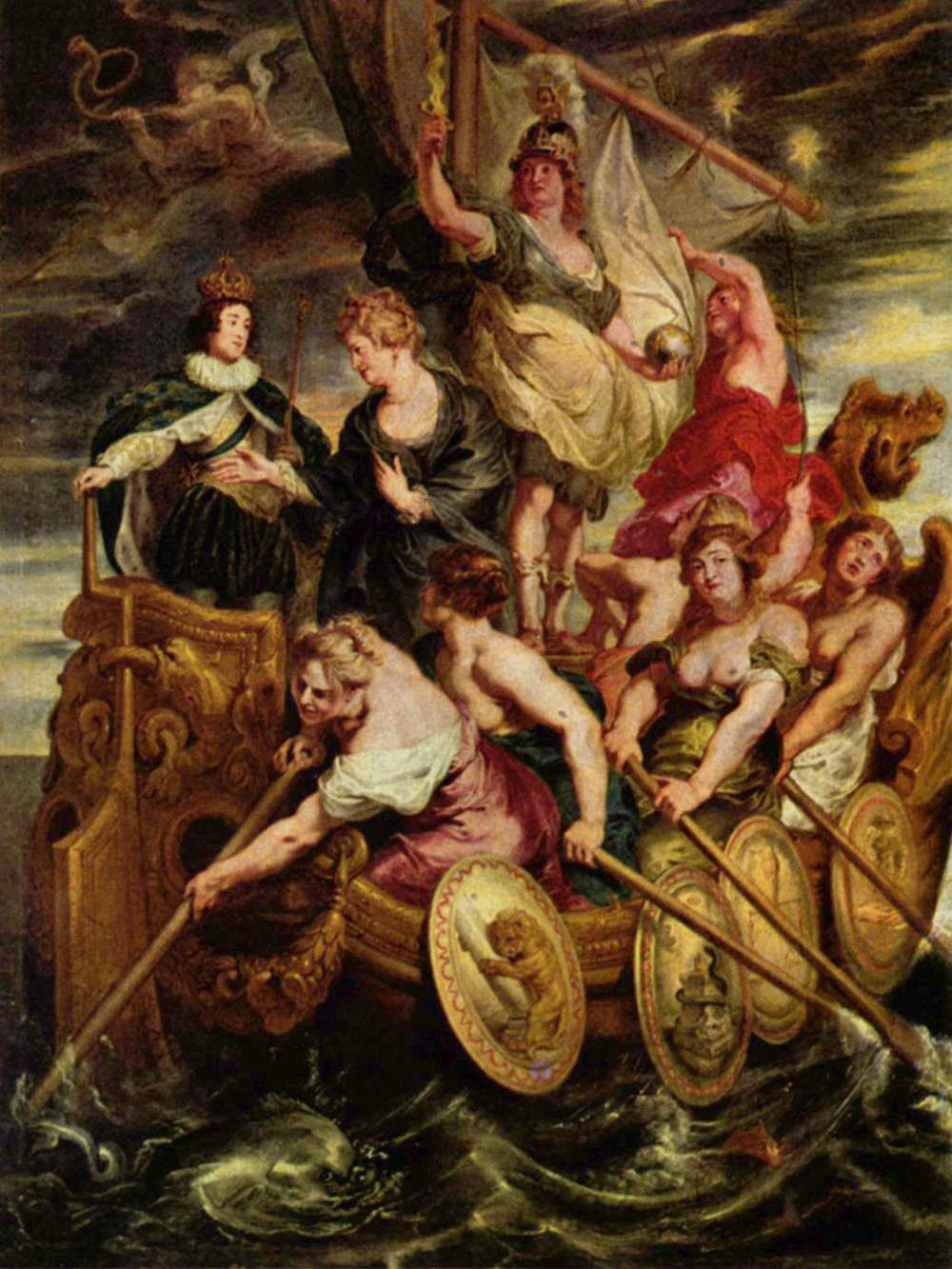
Pełnoletniość Ludwika XIII
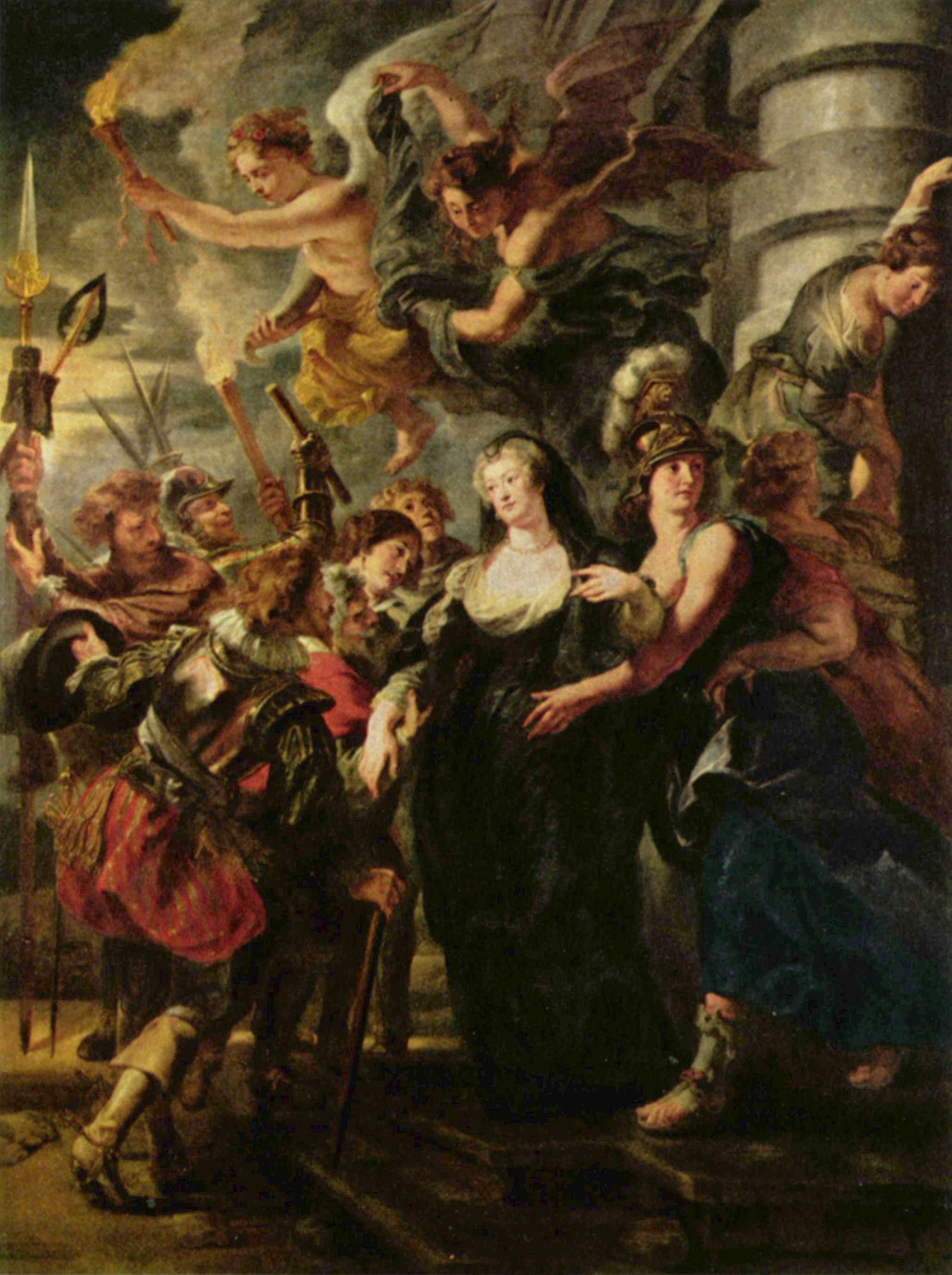
Ucieczka z Blois
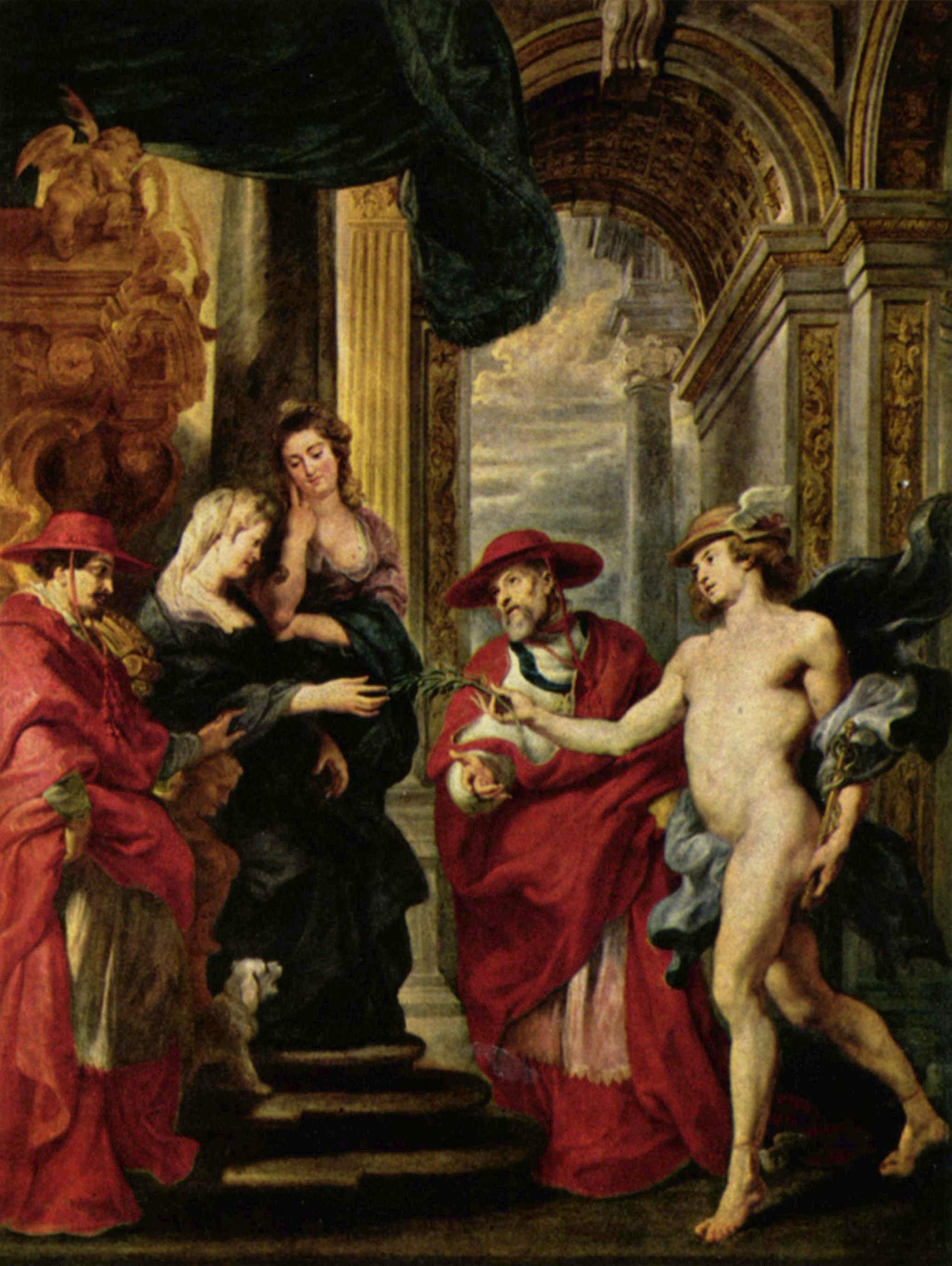
Układ w Angoulême
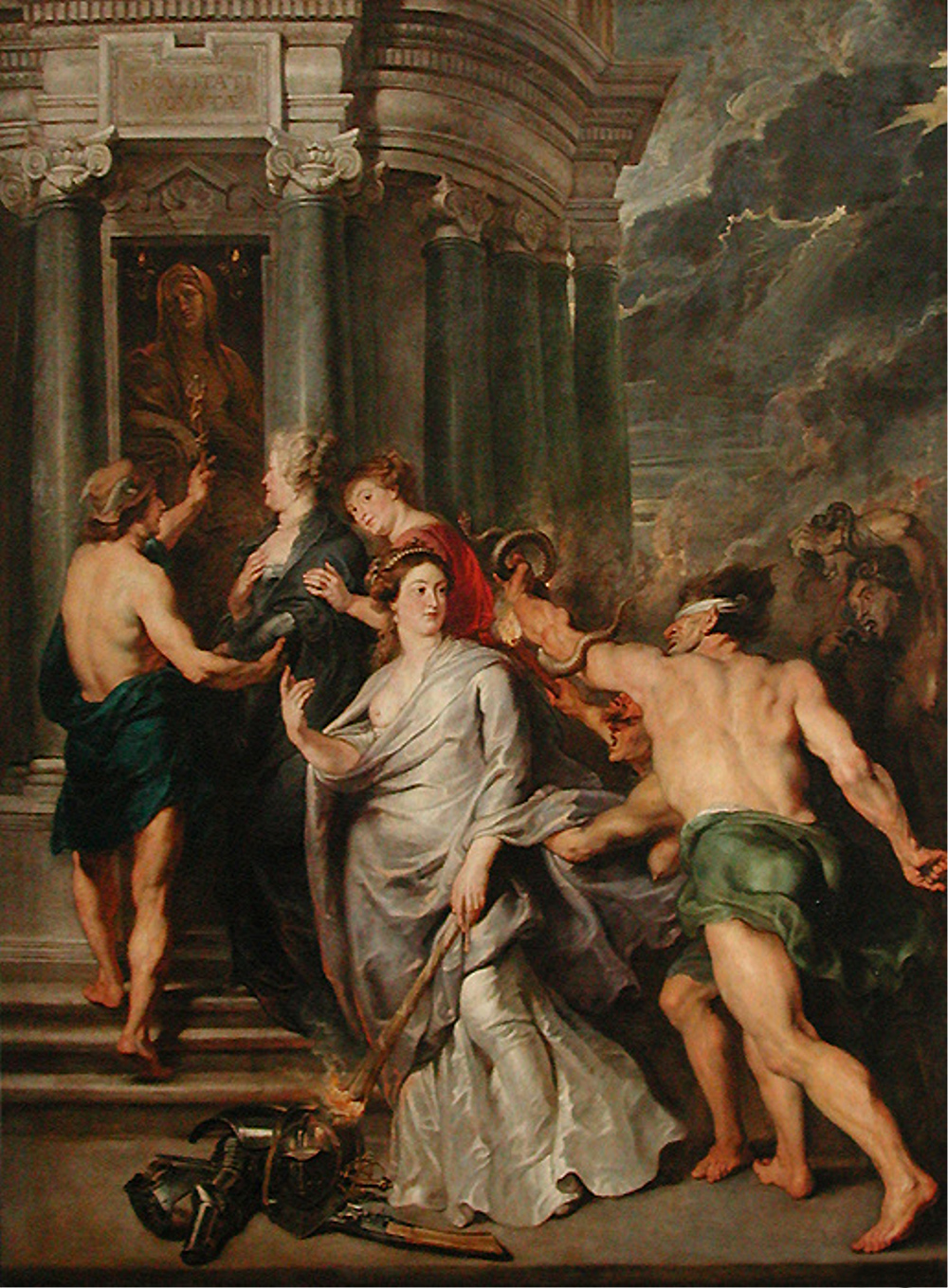
Pokój w Angers
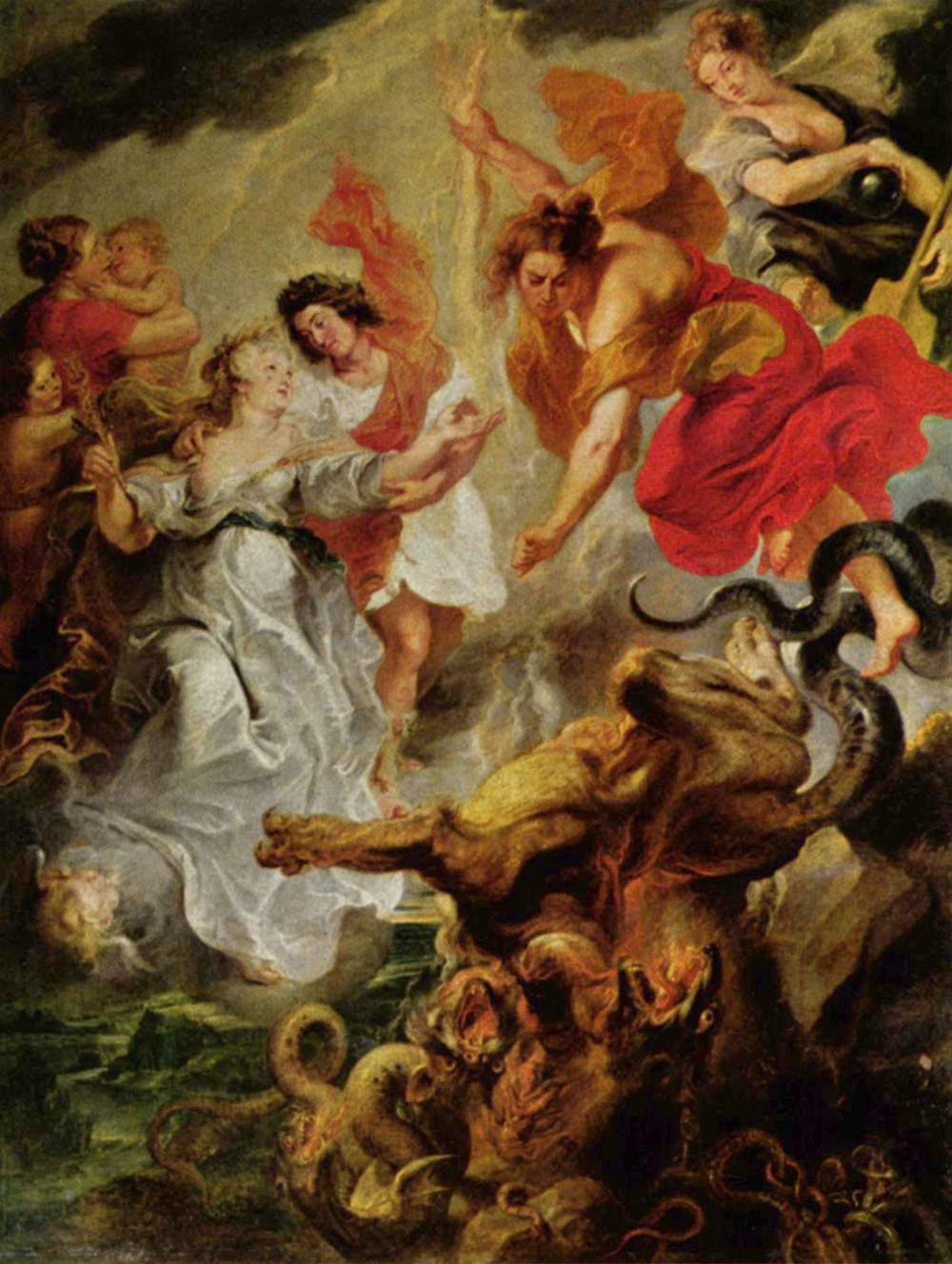
Pojednanie: królowa i jej syn
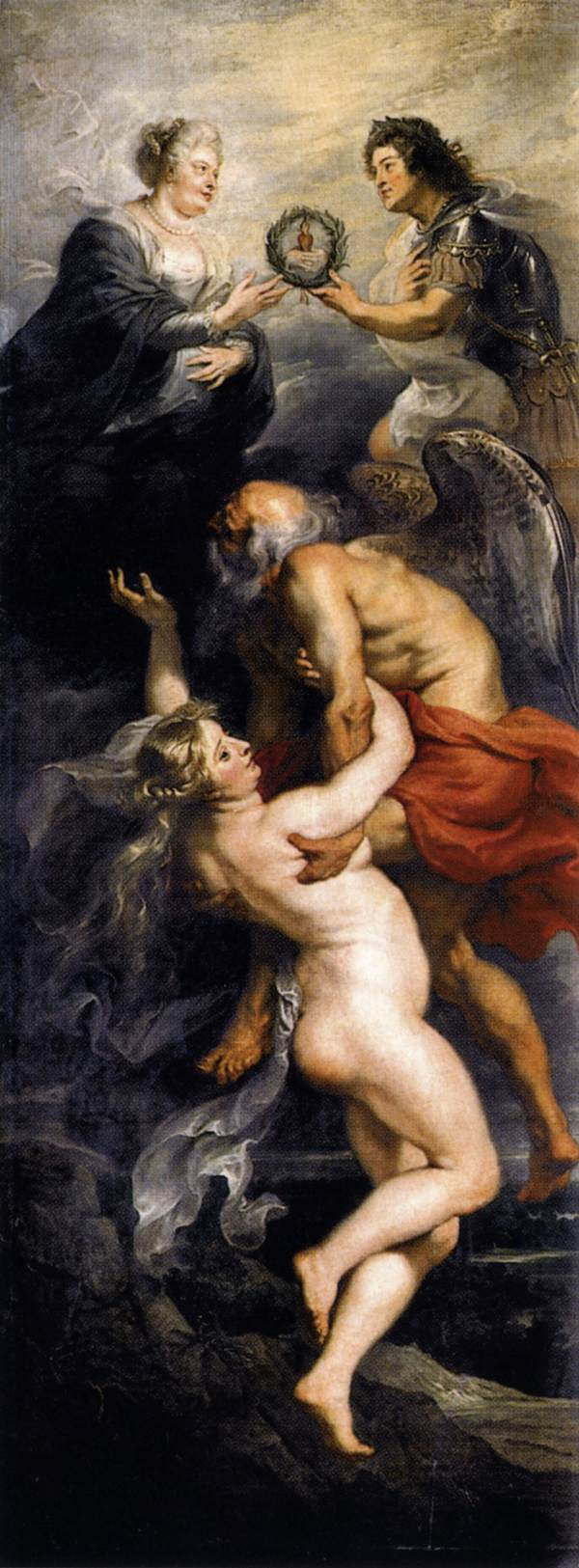
Tryumf prawdy
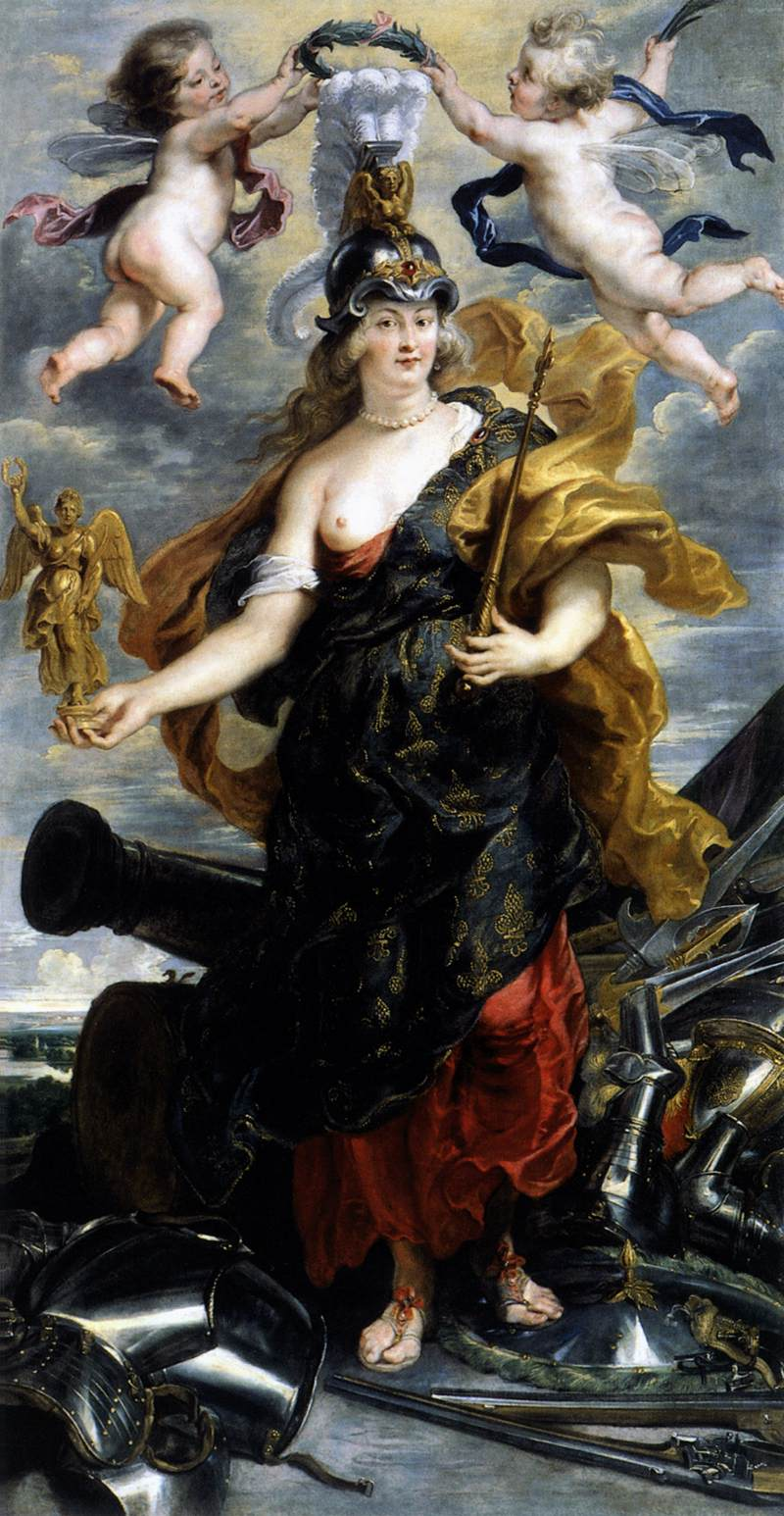
Maria Medycejska jako Bellona
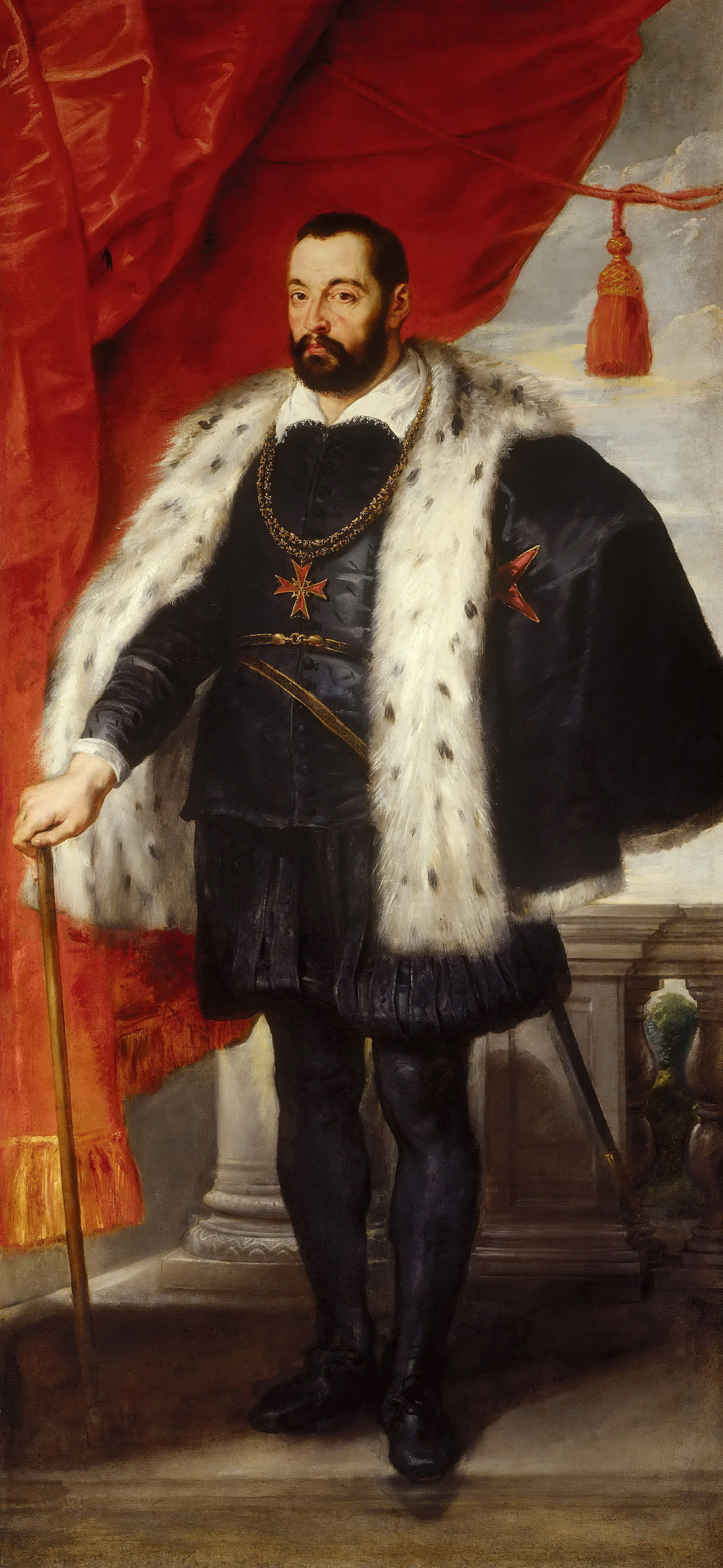
Franciszek I Medyceusz, wielki książę Toskanii
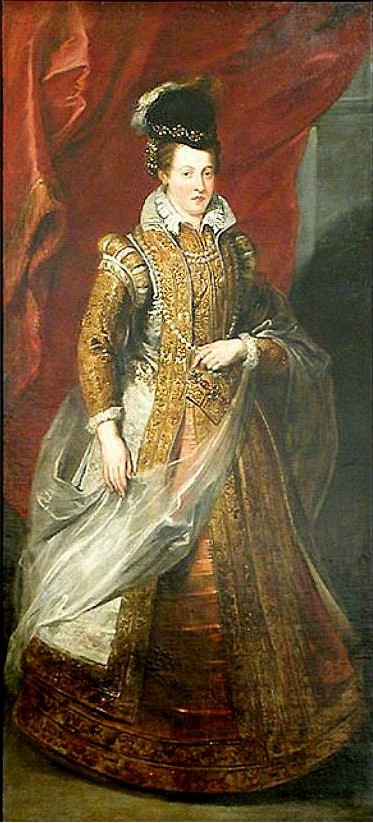
Joanna Habsburg, wielka księżna Toskanii
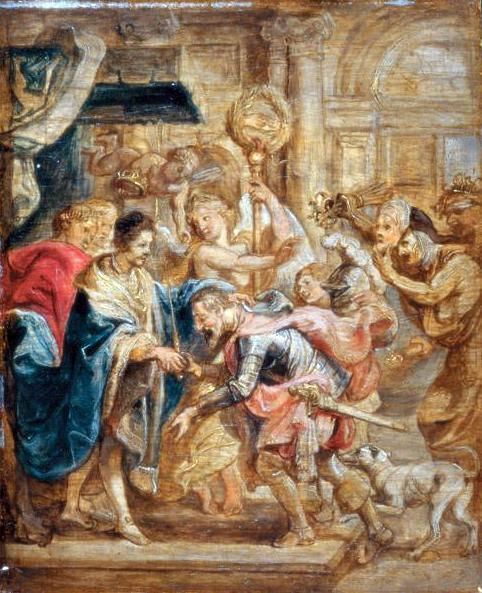
Pojednanie króla Henryka III i Henryka z Nawarry
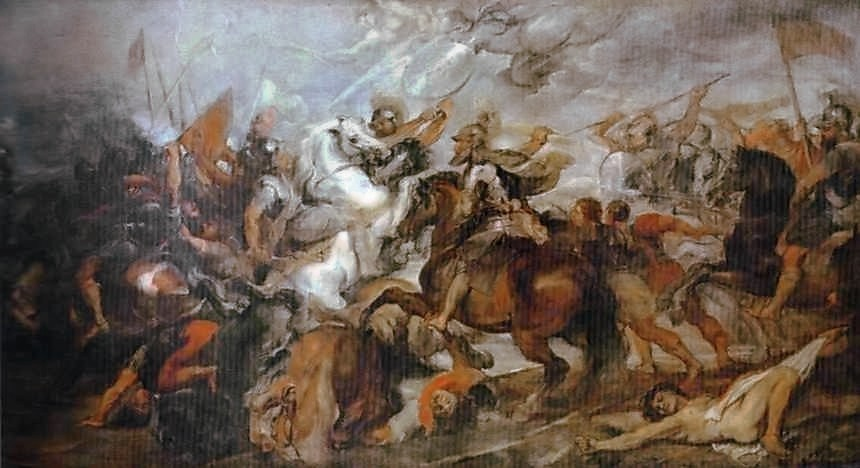
Bitwa pod Ivry